# Campeonato Mundial de Wushu
El Campeonato Mundial de Wushu (inglese: World Wushu Championships, WWC) es un campeonato organizado por la Federación Internacional de Wushu (inglese: [International Wushu Federation, IWUF) para los deportes de wushu taolu y sanda (sanshou). Se celebra cada dos años desde 1991 y es la competencia IWUF más importante.

## Campeonatos
| Edición | Año  | Ciudad, País              | Eventos |
| 1       | 1991 | Pekíng, China             | 23      |
| 2       | 1993 | Kuala Lumpur, Malasia     | 24      |
| 3       | 1995 | Baltimore, Estados Unidos | 24      |
| 4       | 1997 | Roma, Italia              | 25      |
| 5       | 1999 | Hong Kong, China          | 31      |
| 6       | 2001 | Ereván, Armenia           | 41      |
| 7       | 2003 | Macao, China              | 39      |
| 8       | 2005 | Hanói, Vietnam            | 40      |
| 9       | 2007 | Pekín, China              | 40      |
| 10      | 2009 | Toronto, Canadá           | 40      |
| 11      | 2011 | Ankara, Turquía           | 40      |
| 12      | 2013 | Kuala Lumpur, Malasia     | 46      |
| 13      | 2015 | Yakarta, Indonesia        | 50      |
| 14      | 2017 | Kazán, Rusia              | 44      |
| 15      | 2019 | Shanghái, China           | 44      |
| 16      | 2021 | Dallas, Estados Unidos    |         |

## Cuenta de medalla total
La clasificación está basado en el sistema implementado por el Comité Olímpico Internacional (CIO) para acontecimientos Olímpicos. Los países son clasificados por el número de medallas de oro ganó, seguido por el número de medallas de plata ganó, entonces el número de medallas de bronce ganó. El IWUF publica mesas oficiosas sólo por campeonatos solos. Esta mesa era así compilada por añadir arriba de entradas solas del IWUF Base de datos de Resultados.
Las diez mejores desde 2019 y los países hispanohablantes:
| Núm. | País          | Oro | Plata | Bronce | Total |
| ---- | ------------- | --- | ----- | ------ | ----- |
| 1    | China         | 218 | 12    | 2      | 232   |
| 2    | Irán          | 51  | 22    | 23     | 96    |
| 3    | Hong Kong     | 44  | 63    | 37     | 144   |
| 4    | Rusia         | 39  | 32    | 34     | 105   |
| 5    | Vietnam       | 34  | 59    | 56     | 194   |
| 6    | Corea del Sur | 23  | 31    | 48     | 102   |
| 7    | Macao         | 22  | 34    | 31     | 87    |
| 8    | Malasia       | 21  | 33    | 43     | 97    |
| 9    | Filipinas     | 17  | 19    | 33     | 69    |
| 10   | Indonesia     | 15  | 13    | 18     | 46    |
| 29   | España        | 1   | 5     | 6      | 12    |
| 42   | Venezuela     | 0   | 1     | 4      | 5     |
| 45   | México        | 0   | 1     | 1      | 2     |
| 50   | Argentina     | 0   | 1     | 0      | 1     |
| 59   | Perú          | 0   | 0     | 1      | 1     |

## Otras competiciones
El IWUF también organiza otras competiciones internacionales:
- Campeonato Mundial Juvenil de Wushu
- Campeonato Mundial de Kung Fu (wushu tradicional)
- Campeonato Mundial de Taijiquan
- Copa Mundial de Taolu
- Copa Mundial de Sanda